# Мідзума Юріко
Мідзума Юріко (яп. 水間 百合子; нар. 22 липня 1970) — японська футболістка. Вона грала за збірну Японії.

## Клубна кар'єра
Виступала в «Urawa Motobuto Ladies FC». В 1993 року вона перейшла до «Такарадзука Банніс». Наприкінці сезону 1995 року вона завершила ігрову кар'єру.

## Виступи за збірну
Дебютувала у збірній Японії 9 вересня 1990 року в поєдинку проти Південної Кореї. У складі японської збірної учасниця жіночого чемпіонату світу 1991 року. З 1990 по 1994 рік зіграла 22 матчі та відзначилася 10-а голами в національній збірній.

## Статистика виступів
| Збірна Японії | Збірна Японії | Збірна Японії |
| Рік           | Матчі         | Голи          |
| ------------- | ------------- | ------------- |
| 1990          | 5             | 3             |
| 1991          | 11            | 2             |
| 1992          | 0             | 0             |
| 1993          | 5             | 5             |
| 1994          | 1             | 0             |
| Загалом       | 22            | 10            |